# Compagnie van kapitein Jan de Bisschop en vaandrig Pieter Egbertsz Vinck
De Compagnie van kapitein Jan de Bisschop en vaandrig Pieter Egbertsz Vinck is een schilderij van Aert Pietersz.

## Personen
Op het schilderij zijn 19 personen afgebeeld. Op de voorgrond kapitein Jan Philipsz de Bisschop en vaandrig Pieter Egbertsz Vinck. Vlak achter de kapitein staan twee mannen die op de kaart Nova Zembla aanwijzen. De jongere man is waarschijnlijk  Gerrit de Veer, de oudere waarschijnlijk  Cornelis Claesz of Willem Barentsz.